# فوکه-وولف
فوکه-وولف (آلمانی: Focke-Wulf Flugzeugbau AG) یک شرکت آلمانی تولیدکننده هواگردهای نظامی و غیرنظامی در دوران قبل و در حین جنگ جهانی دوم بود. بسیاری از هواپیماهای جنگنده موفق این شرکت مدل اصلاح‌شدهٔ فوکه-وولف ۱۹۰ بودند. این شرکت از شرکت‌های پیشگام ایرباس فعلی است.